# Croix de Sandun

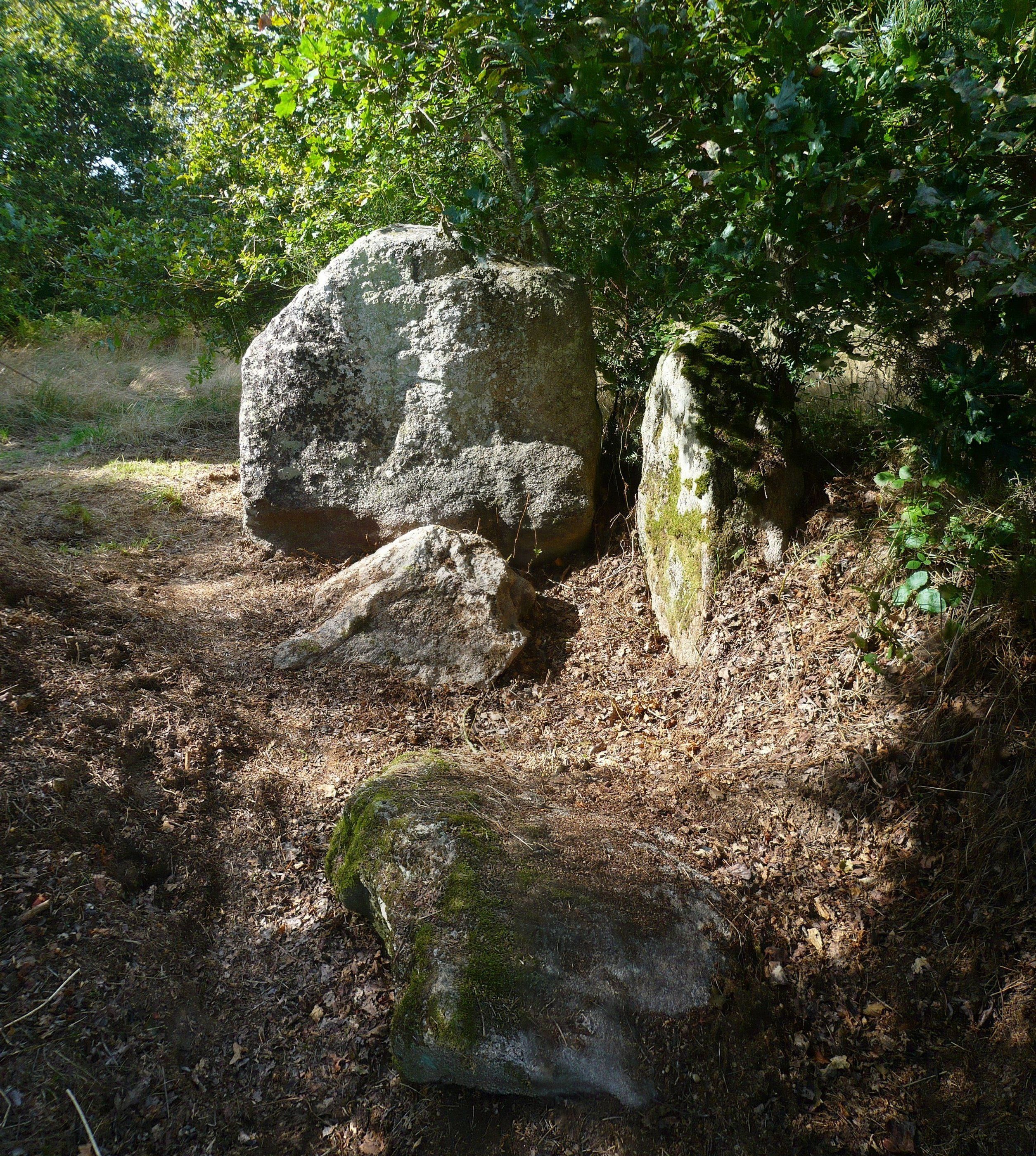
Croix von Sandun

Der Dolmen Croix von Sandun  (französisch Le dolmen de Sandun, auch: Dolmen de La Croix de Sandun) liegt auf einem Hügel in Sandun, östlich von  Guerande, am Westrand der größten Sumpf- und Lagunenlandschaft Frankreichs La Brière im Département Loire-Atlantique. Dolmen ist in Frankreich der Oberbegriff für Megalithanlagen aller Art (siehe: Französische Nomenklatur).
Der Dolmen von Sandun ist ein isoliertes stark beschädigtes Galeriegrab von dem nur noch ein paar Steine erhalten sind. Er wurde 1896 von Henri Quilgars ausgegraben. Er beschreibt einen niedrigen von sieben Steinen gekrönten Hügel, in einem Rechteck von etwa 7,5 m Länge und 1,5 m Breite. Der höchste Stein misst nur etwa einen Meter. Der Zugang lag im Osten.
Die Anlage ist seit 1935 als historisches Denkmal eingestuft.

## Tourismus
Über Saint-Nazaire bzw. Sandun verläuft die Route Bleue (deutsch „Blaue Route“), an der elf bedeutende prähistorische Megalithmonumente liegen. Darunter befindet sich der Tumulus von Dissignac (No. 1) nahe der Stadt. Unter den Dolmen der Croix de Sandun (3), der Kerbourg (4), der du Riholo (5), der des Rossignols (6), der Tumulus von Mousseaux westlich von Pornic (9), der la Joselière (10) und der du Pré d’Aire (11) sind die Nr. 9–11 an der Pays de Rets besonders bekannt. Dazu kommen drei Menhire: der Menhir von Bissin (No. 2), der 2,1 m hohe Pierre de Couche (7) und der etwa 2,7 m hohe Menhir de la Pierre Attelée (8), der seit 1992 als historisches Denkmal klassifiziert ist.